# Годин, Григорий Васильевич
Григорий Васильевич Годин (13 февраля 1902, Ставропольская губерния — 1974, Москва) — советский военачальник-артиллерист, Герой Советского Союза (31.05.1945). Генерал-лейтенант артиллерии (2.11.1944). 

## Молодость и гражданская война
Родился в семье мелкого торговца. В 12 лет остался круглым сиротой (мать умерла до 1909 года; отец погиб на фронте Первой мировой войны в 1914 году). Год или два жил с бабушкой, после её смерти переехал из станицы Петропавловской Терской области в детский приют в Царицын. В Царицыне окончил реальное училище, дающее право преподавать в начальных классах. Работал воспитателем-учителем в детском приюте в слободе Николаевка под Царицыным, в начале 1920 года экстерном сдал экзамен на звание народного учителя.
В мае 1920 года добровольцем вступил в Красную Армию. Служил в 2-м отряде охраны железнодорожных линий и мостов при Управлении начальника военных сообщений 11-й армии, с осени 1920 года — красноармеец в Московской сводной бригаде курсантов. Участвовал в Гражданской войне. В феврале-марте 1921 года отряд курсантов, в котором служил Годин, входил в состав Персидской Красной армии. Там Годин стал телефонистом батальона связи в Реште и участвовал в боях против дашнаков, мусаватистов и англичан в Персии. Однако летом 1921 года красные войска вынуждены были покинуть Персию, а Годин остался там, будучи зачислен в команду охраны вице-консула РСФСР в городе Энзели. В начале августа 1922 года вернулся в Москву и сразу направлен учиться.

## Межвоенное время
В 1925 окончил артиллерийское отделение Рязанской пехотной школы. С августа 1925 года служил командиром взвода и начальником связи дивизиона в 19-м артиллерийском полку 19-й стрелковой дивизии Московского военного округа (полк стоял в Воронеже). С октября 1926 по апрель 1927 года учился на корпусных артиллерийских курсах в Курске; там в 1927 году женился на дочери священника. Позднее, в 1929 году за этот поступок был исключён из ВКП(б) с формулировкой «за связь с чуждым элементом». По окончании курсов вернулся в тот же полк, где служил начальником связи дивизиона, помощником командира и командиром батареи, помощником начальника штаба и временно исполняющим должность начальника штаба полка, помощника командира дивизиона. С июня 1932 года — командир артиллерийского дивизиона 56-го стрелкового полка, но в марте 1934 года возвращён в 19-й артиллерийский полк, где продолжил службу начальником полковой школы младшего комсостава и командиром дивизиона. С июня по сентябрь 1939 года временно исполнял должность командира полка.
В сентябре 1939 года назначен помощником начальника штаба артиллерии 10-го стрелкового корпуса и в этой должности в сентябре 1939 года участвовал в освободительном походе РККА в Западную Белоруссию. В декабре 1939 года переведён помощником начальника штаба артиллерии 34-го стрелкового корпуса 7-й армии Северо-Западного фронта и участвовал в советско-финской войне. В феврале 1940 года на фронте назначен исполнять должность командира 74-го артиллерийского полка 84-й стрелковой дивизии.
В апреле 1940 года как отличившийся в боях зачислен сразу на 2-й курс Военной академии РККА им. М. В. Фрунзе (ранее там учился на первом курсе заочного отделения).

## Великая Отечественная война
После начала войны досрочно выпущен из академии в июле 1941 года в звании майора. Был направлен в 283-ю стрелковую дивизию заместителем командира — начальником артиллерии дивизии. В начале сентября 1941 года прибыл с дивизией на Брянский фронт, где она была включена в оперативную группу генерала А. Н. Ермакова и участвовала в Рославльско-Новозыбковской наступательной операции. В начале немецкого генерального наступления на Москву (операция «Тайфун») в первых числах октября 1941 года с дивизией попал в окружение, но в ходе Орловско-Брянской оборонительной операции с частью её сил сумел прорваться к своим в районе Льгова, и уже 22 октября в составе 13-й армии дивизия продолжала оборонительные бои, отходя по рубежам с боями к городу Щигры. В начале декабря в 3-й армии дивизия участвовала в Елецкой наступательной операции, а затем в начале 1942 года — в Болховской наступательной операции. В 1942 на фронте вновь вступил в партию.
С мая 1942 года — заместитель начальника артиллерии 48-й армии Брянского фронта, участвовал в Воронежско-Ворошиловградской оборонительной операции.
С 7 декабря 1942 года — командир 16-й лёгкой артиллерийской бригады 5-й артиллерийской дивизии прорыва РГК. Будучи приданной 13-й армии, эта бригада в составе дивизии участвовала в Воронежско-Касторненской наступательной операции, и в ходе боёв полковник Годин 26 февраля 1943 года был назначен командиром этой 5-й артиллерийской дивизии прорыва РГК. Участвовал в Харьковской наступательной операции 1943 года.
С 4 мая 1943 года — в должности командира 1-й артиллерийской дивизии прорыва РГК, которая была придана на усиление 70-й армии Центрального фронта. Участвовал в оборонительном этапе Курской битвы на северном фасе Курской дуги, отличился при отражении массированных танковых атак противника, а затем в ходе последующей Орловской наступательной операции — при прорыве одной за другой нескольких оборонительных рубежей. В конце августа 1943 года дивизию придали 60-й армии, но в самом начале Черниговско-Припятской операции (первый этап битвы за Днепр) генерал-майор артиллерии (это воинское звание было ему присвоено за отличное командование дивизией в Курской битве 7 августа 1943 года) Г. В. Годин 29 августа был тяжело ранен при налёте немецкой авиации во время выезда на передний край под городом Глуховым. Кстати, за отличия в этих боях его дивизии через два дня, 31 августа, было присвоено почётное наименование «Глуховская».
Ранение оказалось настолько тяжелым, что более полугода генерал Годин лечился в госпиталях. Вернулся на фронт только в мае 1944 года, был назначен командующим артиллерией 47-й армии 1-го Белорусского фронта и на этом посту прошёл боевой путь до Победы. Успешно участвовал в Белорусской, Висло-Одерской и Восточно-Померанской стратегических наступательных операциях. Участвовал в освобождении Варшавы.
Особенно командующий артиллерией 47-й армии 1-го Белорусского фронта генерал-лейтенант артиллерии Г. В. Годин отличился в Берлинской наступательной операции. Под его руководством была тщательно подготовлена артиллерийская подготовка при прорыве мощной обороны противника на Одерском плацдарме. После её прорыва артиллерия двигалась в боевых порядках пехоты и огнём прокладывала её путь до Берлина. Руководил артиллеристами армии и при штурме Берлина.
Указом Президиума Верховного Совета СССР от 31 мая 1945 года «за образцовое выполнение боевых заданий Командования на фронте борьбы с немецкими захватчиками и проявленные при этом отвагу и геройство» генерал-лейтенанту артиллерии Григорию Васильевичу Годину присвоено звание Героя Советского Союза с вручением ордена Ленина и медали «Золотая Звезда».

## Послевоенное время

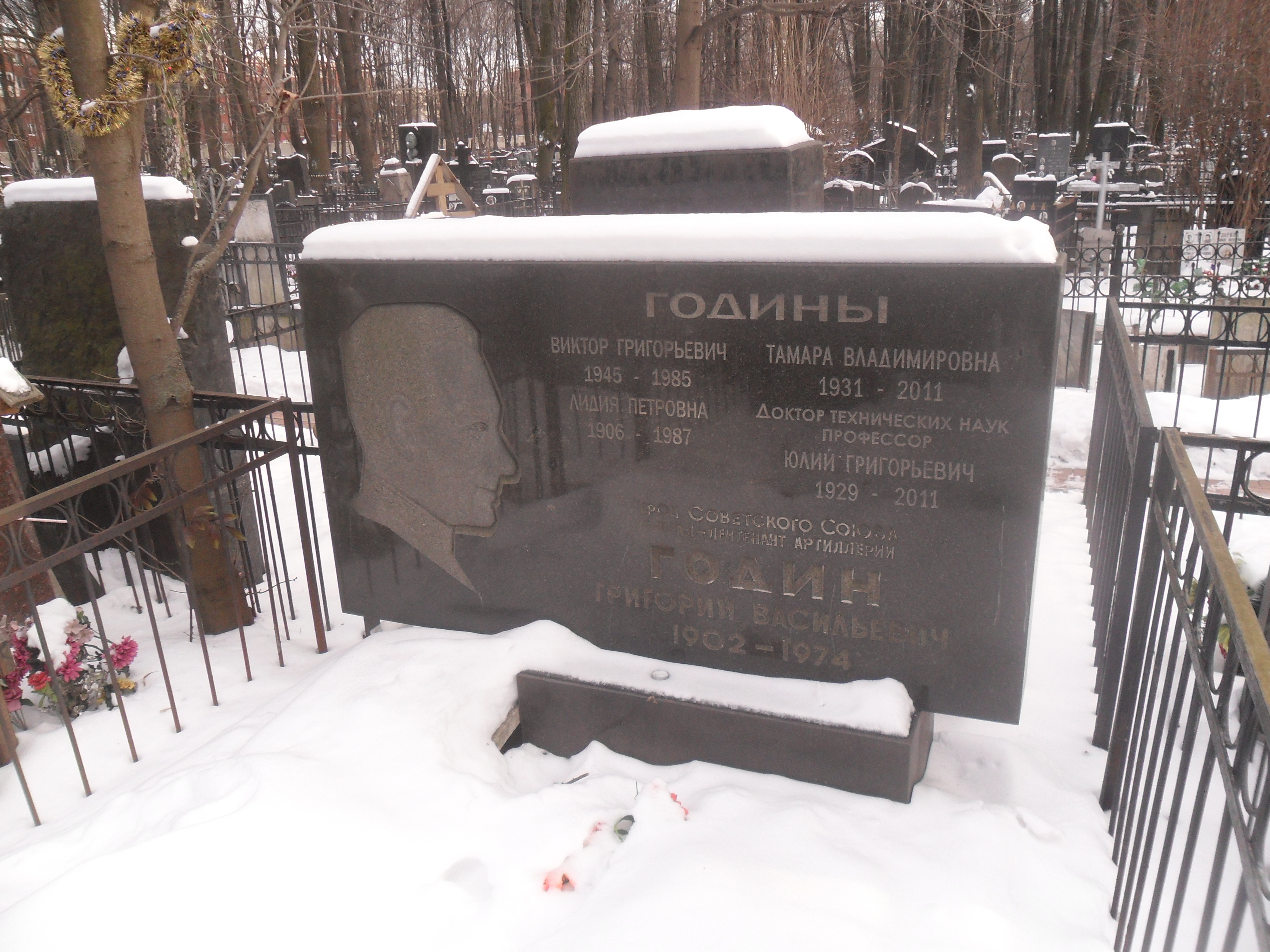
Могила Година на Введенском кладбище Москвы

В послевоенные годы продолжил службу в Вооружённых Силах. С октября 1945 года служил в должности командующего артиллерией 8-й гвардейской армии (Группа советских оккупационных войск в Германии). С мая 1946 по март 1947 года — заместитель командующего войсками Южной группы войск — начальник артиллерии группы войск. В 1948 году окончил Высшие академические курсы при Высшей военной академии имени К. Е. Ворошилова. С апреля 1948 года — командующий артиллерией Отдельной механизированной армии (дислоцировалась в Румынии). С августа 1950 года — начальник Управления артиллерийских военно-учебных заведений Советской Армии. В июне 1953 вышел в отставку по состоянию здоровья.
Жил в Москве. Вёл общественную военно-патриотическую работу. Умер 17 декабря 1974 года. Похоронен на Введенском кладбище (29 уч.).

## Награды
- Медаль «Золотая Звезда» Героя Советского Союза (31.05.1945);
- три ордена Ленина (06.04.1945, 31.05.1945, 06.11.1945);
- три ордена Красного Знамени (21.02.1942, 03.11.1944, 1950);
- орден Суворова 2-й степени (23.08.1944);
- орден Кутузова 2-й степени (08.09.1943);
- орден Отечественной войны 1-й степени (15.04.1943);
- медаль «За отвагу» (18.01.1942);
- медаль «За взятие Берлина»;
- медаль «За освобождение Варшавы»;
- другие медали[5][6].

Государственные награды Польши:
- орден «Virtuti Militari»;
- Медаль «За Варшаву 1939—1945»;
- Медаль «За Одру, Нису и Балтику».